# Первый дивизион чемпионата мира по хоккею с шайбой среди юниорских команд 2025
Чемпионат мира по хоккею с шайбой среди юниорских команд 2025 года в I-м дивизионе — спортивное соревнование под эгидой ИИХФ, игры которого прошли в группе А в венгерском городе Секешфехерваре с 20 по 26 апреля и в группе В в литовском городе Каунасе с 13 по 19 апреля 2025 года.

## Регламент
По итогам турнира в группе А: команда, занявшая первое место, получает право играть в ТОП-дивизионе чемпионата мира 2026 года, а команда, занявшая последнее место, переходит в группу B.
По итогам турнира в группе B: команда, занявшая первое место, получает право играть в группе А, а команда, занявшая последнее место, переходит в группу A второго дивизиона чемпионата мира 2026 года.

## Итоги
Группа A
- Сборная Дании вышла в ТОП-дивизион.
- Сборная Австрии вылетела в группу В первого дивизиона.

Группа B
- Сборная Польши вышла в группу А первого дивизиона.
- Сборная Японии вылетела в группу A второго дивизиона.

## Участвующие команды
В чемпионате приняли участие 12 национальных команд — девять из Европы и три — из Азии. Сборные Казахстана пришла из топ-дивизиона 2024 года и  Польши перешла из второго дивизиона, остальные — с турнира первого дивизиона 2024 года.

### Группа А
| Сборная   | Квалификация                                                                 |
| --------- | ---------------------------------------------------------------------------- |
| Казахстан | Заняла 10-е место топ-дивизионе в 2024 году и вылетела оттуда                |
| Украина   | Заняла 2-е место в группе А первого дивизиона в 2024 году                    |
| Австрия   | Заняла 3-е место в группе А первого дивизиона в 2024 году                    |
| Венгрия   | Хозяева, заняла 4-е место в группе А первого дивизиона в 2024 году           |
| Дания     | Заняла 5-е место в группе А первого дивизиона в 2024 году                    |
| Словения  | Заняла 1-е место в группе B первого дивизиона в 2024 году и поднялась оттуда |

### Группа В
| Сборная          | Квалификация                                                                 |
| ---------------- | ---------------------------------------------------------------------------- |
| Япония           | Заняла 6-е место в группе А первого дивизиона в 2024 году и вылетела оттуда  |
| Литва            | Хозяева, заняла 2-е место в группе B первого дивизиона в 2024 году           |
| Эстония          | Заняла 3-е место в группе B первого дивизиона в 2024 году                    |
| Франция          | Заняла 4-е место в группе B первого дивизиона в 2024 году                    |
| Республика Корея | Заняла 5-е место в группе B первого дивизиона в 2024 году                    |
| Польша           | Заняла 1-е место в группе А второго дивизиона в 2024 году и поднялась оттуда |

## Результаты

### Таблица А
|  | Команда, выходящие в Топ-дивизион чемпионата мира 2026 года                 |
|  | Команда, переходящая в группу B первого дивизиона чемпионата мира 2026 года |

| М | Сборная   | И | В | ВО | ПО | П | ШЗ | ШП | РШ | О |
| - | --------- | - | - | -- | -- | - | -- | -- | -- | - |
| 1 | Казахстан | 0 | 0 | 0  | 0  | 0 | 0  | 0  | 0  | 0 |
| 2 | Украина   | 0 | 0 | 0  | 0  | 0 | 0  | 0  | 0  | 0 |
| 3 | Австрия   | 0 | 0 | 0  | 0  | 0 | 0  | 0  | 0  | 0 |
| 4 | Венгрия   | 0 | 0 | 0  | 0  | 0 | 0  | 0  | 0  | 0 |
| 5 | Дания     | 0 | 0 | 0  | 0  | 0 | 0  | 0  | 0  | 0 |
| 6 | Словения  | 0 | 0 | 0  | 0  | 0 | 0  | 0  | 0  | 0 |

### Таблица В
|  | Команда, переходящие в группу А первого дивизиона чемпионата мира 2026 года |
|  | Команда, переходящая в группу A второго дивизиона чемпионата мира 2026 года |

| М | Сборная          | И | В | ВО | ПО | П | ШЗ | ШП | РШ  | О  |
| - | ---------------- | - | - | -- | -- | - | -- | -- | --- | -- |
| 1 | Польша           | 5 | 3 | 1  | 0  | 1 | 19 | 12 | +7  | 11 |
| 2 | Литва            | 5 | 3 | 0  | 0  | 2 | 21 | 14 | +7  | 9  |
| 3 | Республика Корея | 5 | 3 | 0  | 0  | 2 | 21 | 16 | +5  | 9  |
| 4 | Франция          | 5 | 2 | 0  | 1  | 2 | 12 | 12 | 0   | 7  |
| 5 | Эстония          | 5 | 1 | 1  | 0  | 3 | 8  | 20 | -12 | 5  |
| 6 | Япония           | 5 | 1 | 0  | 1  | 3 | 11 | 18 | -7  | 4  |